# Kornelius Normann Hansen
Kornelius Normann Hansen (Larvik, 2001. május 6. –) norvég korosztályos válogatott labdarúgó, a holland Almere City csatárja.

## Pályafutása

### Klubcsapatokban
Hansen a norvégiai Larvik városában született. Az ifjúsági pályafutását a Larvik Turn, a Strømsgodset és a Fram Larvik csapatában kezdte, majd az angol Southampton akadémiájánál folytatta.
2020-ban mutatkozott be a Stabæk első osztályban szereplő felnőtt keretében. Először a 2020. június 21-ei, Vålerenga ellen 2–2-es döntetlennel zárult mérkőzés 79. percében, Oliver Valaker Edvardsen cseréjeként lépett pályára. Első góljait 2020. július 1-jén, a Strømsgodset ellen hazai pályán 2–0-ás győzelemmel zárult találkozón szerezte meg. 2023. január 10-én 2½ éves szerződést kötött a holland másodosztályban érdekelt Almere City együttesével. 2023. január 20-án, a Graafschap ellen 2–2-es döntetlennel végződő bajnokin debütált.

### A válogatottban
Hansen az U15-os, az U16-os, az U17-es és az U18-as korosztályú válogatottakban is képviselte Norvégiát.

## Statisztikák
2023. április 16. szerint
| Klub        | Szezon   | Osztály        | Bajnokság | Bajnokság | Kupa  | Kupa | Nemzetközi | Nemzetközi | Összesen | Összesen |
| Klub        | Szezon   | Osztály        | Meccs     | Gól       | Meccs | Gól  | Meccs      | Gól        | Meccs    | Gól      |
| ----------- | -------- | -------------- | --------- | --------- | ----- | ---- | ---------- | ---------- | -------- | -------- |
| Stabæk      | 2020     | Eliteserien    | 27        | 6         | 0     | 0    | —          | —          | 27       | 6        |
| Stabæk      | 2021     | Eliteserien    | 25        | 2         | 3     | 2    | —          | —          | 28       | 4        |
| Stabæk      | 2022     | OBOS-ligaen    | 24        | 7         | 2     | 1    | —          | —          | 26       | 8        |
| Stabæk      | Összesen | Összesen       | 76        | 15        | 5     | 3    | 0          | 0          | 81       | 18       |
| Almere City | 2022–23  | Eerste Divisie | 8         | 1         | 0     | 0    | —          | —          | 8        | 1        |
| Összesen    | Összesen | Összesen       | 84        | 16        | 5     | 3    | 0          | 0          | 89       | 19       |

## Sikerei, díjai
Stabæk
- OBOS-ligaen
  - Feljutó (1): 2022